# Theridion zonatum
Theridion zonatum är en spindelart som beskrevs av Joseph Fortuné Théodore Eydoux och Louis François Auguste Souleyet 1841. Theridion zonatum ingår i släktet Theridion och familjen klotspindlar. Inga underarter finns listade i Catalogue of Life.